# Jodie Sutton
Jodie Sutton (* 23. April 1968 in Calgary) ist eine kanadische Curlerin.
Ihr internationales Debüt hatte Sutton bei der Curling-Weltmeisterschaft der Damen 1991 in Winnipeg, wo sie die Silbermedaille gewann.
Sutton spielte als Third der kanadischen Mannschaft bei den XVI. Olympischen Winterspielen 1992 in Albertville im Curling. Die Mannschaft ihrer Schwester Julie Sutton (Skip) gewann die olympische Bronzemedaille nach einem 9:3-Sieg im Spiel um den 3. Platz gegen Dänemark um Skip Helena Blach. Da Curling damals noch eine Demonstrationssportart war, besitzt die Medaille aber keinen offiziellen Status.

## Erfolge
- 2. Platz Weltmeisterschaft 1991
- 3. Platz Olympische Winterspiele 1992 (Demonstrationswettbewerb)